# Northumberland-Islands-Nationalpark
Der Northumberland-Islands-Nationalpark (englisch Northumberland Islands National Park) ist ein 17,2 Quadratkilometer großer Nationalpark in Queensland, Australien. Er gehört zum UNESCO-Weltnaturerbes Great Barrier Reef.
James Cook entdeckte die Northumberland Islands bei seiner ersten Südseereise im Jahr 1770 und benannte
sie nach Hugh Percy, dem 1. Duke of Northumberland.

## Lage
Die Northumberland Islands bestehen aus mehreren kleinen Inselgruppen, die auf einer Fläche von etwa 2.500 Quadratkilometern im Korallenmeer verteilt liegen, etwa 60 Kilometer südwestlich von Mackay.
Im Gegensatz zu den 60 Kilometer weiter östlich gelegenen Koralleninseln des Great Barrier Reef, sind die Northumberland Islands alle kontinentalen Ursprungs. Die Beverley-Gruppe liegt am nördlichen Ende des Nationalparks ungefähr 40 Kilometer von der Küste entfernt.
Dort ist Prudhoe Island mit einer Länge von vier Kilometern und einer Breite von einem Kilometer die größte Insel. Dort befindet sich auch mit 320 Meter die höchste Erhebung im Nationalpark. Weiter südlich liegt das Guardfish Cluster, mit Curlew Island, der größten Insel dieser Gruppe.
In der näheren Umgebung liegen die Nationalparks South Cumberland Islands, Percy Isles, Yuwi Paree Toolkoon und Broad Sound Islands; auf dem Festland West Hill und Cape Palmerston.

## Fauna
Auf den Inseln wurden 19 Vogelarten gezählt, darunter die bedrohte Zwergseeschwalbe (Sternula albifrons) und der gefährdete Rifftriel (Esacus magnirostris). Sie sind aber auch Brutplatz für Noddi (Anous stolidus), Zügelseeschwalbe (Onychoprion anaethetus), Rosenseeschwalbe (Sterna dougallii), Weißbauchtölpel (Sula leucogaster), Maskentölpel (Sula dactylatra), Riffreiher (Egretta sacra) und das Rotbein-Großfußhuhn (Megapodius reinwardt).
Unter den Greifvögeln sind Weißbauch-Seeadler (Haliaeetus leucogaster) und Fischadler (Pandion cristatus) auf den Inseln zu finden.